# David Petrlík
David Petrlík (* 2. března 1978) je český právník a vysokoškolský pedagog.
Studoval na Právnické fakultě Západočeské univerzity v Plzni, na Universität Passau a Université Paris I – Panthéon-Sorbonne. Titul doktor práv získal na Právnické fakultě Univerzity Karlovy.
V letech 2015–2021 působil v Agentuře pro evropský globální navigační satelitní systém. Od 1. března je soudcem Tribunálu Soudního dvora Evropské unie za Českou republiku; v úřadu nahradil Jana Passera.
Os roku 2011 vyučuje právo duševního vlastnictví a evropské procesní právo na Právnické fakultě Univerzity Karlovy.